# 萊斯利·馬尼加
莱斯利·弗朗索瓦·圣罗克·马尼加（法語：Leslie François Saint Roc Manigat，法語發音：[lɛsli fʁɑ̃swa sɛ̃ ʁɔk maniɡa]；1930年8月16日—2014年6月27日） 海地政治家，1988年1月当选海地总统，2月就任，6月19日被以武装部队参谋长亨利·南菲为首的军方政变推翻。

## 生平
马尼加出生于海地太子港，他是一名学者，曾因反对让-克洛德·杜瓦利埃政权而长期流亡国外。1988年1月17日，海地举行全国大选。马尼加以50.29%的微弱优势当选总统。他在就任总统后，政府与原全国执行委员会主席亨利·南菲为首的军方矛盾不断扩大，6月13日，南菲未同马尼加商量便撤换了一批高级军官，引起了中下层军官的不满，军队因此分成两派，双方严重对立，形势紧张，为稳住局势，15日马尼加宣布南菲的决定无效，17日解除了南菲的职权，军人与政府的关系进一步恶化，6月19日，南菲发动政变，推翻了马尼加。
马尼加在2006年2月参加了总统选举，获得12.40%的选票，他的妻子米朗德·马尼加（Mirlande Manigat），也是2010年海地总统选举候选人之一。
2014年6月27日莱斯利·马尼加在太子港逝世，享年83岁。